# Grande confrérie de saint Martial
La grande confrérie de saint Martial, nom parfois réduit en Grande Confrérie, également appelée « confrérie des Soixante-Douze », est une association de laïcs catholiques (les Saint-Marceaux) dont l’origine remonte officiellement au 29 mars 1356, jour de la reconnaissance des premiers statuts par l’officialité, ayant pour objet de veiller sur les reliques de saint Martial, de vénérer ce saint et de conserver sa mémoire pour les Limousins. Cette « garde d’honneur pour veiller sur les reliques du premier évêque de Limoges », avait à l’origine son siège dans la chapelle Saint-Benoît au sein de l'abbaye Saint-Martial avant de le voir transféré en l'église Saint-Michel-des-Lions, élevée en 2023 au rang de basilique mineure, à Limoges, lorsque les reliques furent déplacées.

## Histoire
Le grand incendie qui ravagea une partie du centre de Limoges le 15 août 1864 a réduit en cendres l’essentiel des vieilles archives de la grande confrérie de saint Martial en dépôt chez le Premier bayle (président) dont la demeure se trouva sur le chemin des flammes. C’est donc par des sources souvent indirectes que l’histoire de cette confrérie avant la Révolution française est connue de nos jours. Cependant, les cahiers de tous les procès-verbaux depuis 1806 faisant alors l’objet d’une étude à l’extérieur, ils échappèrent à la destruction, ce qui permet de connaître avec précision son évolution depuis cette année.

### Moyen Âge
L'histoire de la confrérie de saint Martial commence officiellement en 1356, quand furent déposés les premiers statuts « pour faire cesser les calamités inouïes et exécrables, les pestes et les divisions du royaume ». Il est vraisemblable que la création de cette compagnie lui soit antérieure.
En effet, la plus ancienne des confréries associées au culte de ce saint était celle dite « du Luminaire devant le sépulcre », qui fut fondée sous l’abbatiat de l’abbé Isembert (1174-1198). Elle avait pour objet de concourir à la garde des reliques de l'évangélisateur de l'Aquitaine et de contribuer à la solennité de son culte.
En 1199, une autre confrérie, dite « des Oboles », s’établit dans la basilique. Pendant tout le Moyen Âge, les confréries se multiplièrent et furent très florissantes.
La vénération de ce saint était si puissante qu’elle fut tournée en dérision dans un dicton affirmant qu’à Limoges, il valait mieux blasphémer Dieu que saint Martial.
Au début du XIIIe siècle, les Annales manuscrites de Limoges rappellent que, « en l’année 1212, les bourgeois de Limoges firent une frérie dédiée à la Vierge et fut appelée Notre-Dame de Saint-Sauveur, laquelle se faisait derrière le grand autel de l’église de Saint-Sauveur, à présent dite "de saint Martial" » . Ce « à présente dite "de saint Martial" » peut renvoyer soit à l’église de Saint-Sauveur, soit à la frérie. Or, en 1212, l’église abbatiale était depuis longtemps dite « de Saint-Martial ». Il est donc probable que la proposition concerne la confrérie Notre-Dame de Saint-Sauveur, « à présent dite "de saint Martial" ».
On ignore à quelle époque précisément l’adjectif « grande » est venu s’ajouter au nom de la confrérie, sans doute pour la distinguer des autres compagnies dédiées à ce saint. Bonaventure de Saint-Amable qui, pour écrire son Histoire de saint Martial en 1676, se fit prêter par le chapitre de Saint-Martial, la cathédrale et divers érudits, au milieu du XVIIe siècle, des manuscrits précieux et d’anciennes archives, dont la plupart sont aujourd’hui disparus, fait mention d’une clause du testament de Barthélémy Audier en date du 13 septembre 1362 en faveur de « la grande confrérie de saint-Martial » . Ce document n’est pas parvenu jusqu’à nous et la première utilisation connue aujourd’hui du nom de « grande confrérie de saint Martial » se trouve dans les recueils des actes capitulaires faits par l’abbé Legros à la date du 22 juin 1540. On le trouve ensuite le 18 avril 1544 et de façon continue par la suite.
La restauration de cette antique confrérie fut l’œuvre de quatorze bourgeois conduits par maître Jean Bonnet : Pierre Reix, Gui de Marteau, Jean La Croix, Jacques Chefderoi, Gui Audoin, Pierre Raimond, Guillaume Chaleix, Guillaume Benoist, Laurent Bayard, Pierre Boutin, Jean de Marteau, Geoffroy Gautier et Martial Benoist.
Par lettre du 29 mars 1356, ils présentèrent les statuts d’une association de laïcs. Ils en obtinrent l’approbation de l’autorité ecclésiale et la confirmation canonique.
Dès le mois d’août, la confrérie fut réorganisée. Elle était dirigée par quatre conseillers élus pour quatre ans et deux bayles. Cette même année, au mois d’août, le roi de France Jean II le Bon, depuis son camp devant Breteuil, accordait son investiture royale.
Grâce à l’intervention de plusieurs personnages de marque de la cour d’Avignon, le pape Innocent VI signait en 1360 la bulle approuvant les statuts. Quand, par le traité de Brétigny du 8 mai 1360, le Limousin fut donné au roi d’Angleterre, un représentant d’Édouard III, Jean Chandos, accorda à son tour confirmation à la confrérie par lettres patentes du 23 décembre 1361.
Si, pour l’essentiel, les nouveaux statuts de 1360, dont la retranscription a été conservée reprenaient ceux de 1356, l’esprit en diffère néanmoins, car l’influence de l’autorité ecclésiastique y est plus marquée.

### Époque moderne
Au XVIIe siècle, la Grande Confrérie sortit difficilement et très affaiblie des troubles des guerres de Religion. Raymond de La Marthonie, évêque de Limoges, intervint et valida de nouveaux statuts le 29 mars 1624. Cet évêque, dans l’introduction de l’ordonnance d’autorisation des nouveaux statuts, rappelle l’ancienneté de la compagnie :
Et pour ce [honorer les mérites de saint Martial] nous avons ressenti une très particulière consolation sur l’exhibition qui nous a été faite des titres, statuts et livres de la grande confrérie érigée en l’honneur du glorieux apôtre de la Guienne, saint Martial, l’institution de laquelle passe la mémoire des trois derniers siècles, d’autant que nous la trouvons très florissante il y a environ trois cents ans, si grande que le nombre des confères n’est pas moindre que six cents, si sainte que nous la voyons illustrée de plusieurs miracles, si célèbre que les puissances spirituelles et temporelles, à l’envi les unes des autres, l’ont favorisée extraordinairement de grands et singuliers privilèges ; de quoi font encore foi suffisante les titres qui restent. 
Et l’évêque se réjouit de voir la piété « revivre dans les cœurs de personnes qualifiées et autres notables bourgeois et habitants de la ville et cité de Limoges […] lesquels se sont rencontrés à un même désir de restaurer et renouveler cette confrérie ».
Si ces derniers ne changeaient pas le fond de ceux de 1356, ils précisaient davantage les obligations des confrères, l’organisation de la confrérie et en fixaient le siège au sein de la basilique, faisant de droit ce qui n’était jusqu’alors qu’un fait. Les liens avec l’autorité ecclésiastique s’y faisaient aussi beaucoup plus étroits. Si les statuts de 1356 étaient clairement rédigés par des laïcs, ceux de 1624 montraient une évidente influence du clergé.
Il semble, sans qu’aucun exemplaire ou retranscription ait survécu, qu’une bulle du pape Urbain VIII du 18 avril 1644 ait encore confirmé l’établissement de la Grande Confrérie dans ces nouveaux statuts.
Le prestige de la Grande Confrérie était encore remarquable en 1638, puisque Bandel, cette année-là, cité par Louis Guibert, écrivait :
La Grande Confrérie […] mérite le premier rang par son antiquité, pour la multitude de ses confrères, pour le bon ordre et police qui s’y sont observés, pour divers actes de piété et charité et pour avoir rendu toutes sortes de preuves de dévotion à son saint tutélaire. […] Non seulement les habitants de Limoges y étaient enrôlés en très grand nombre, hommes et femmes, mais la noblesse du diocèse y était associée, comme la dame de Saint-Germain, veuve de Guillaume Foulcaud, l’an 1368 ; Antoinette de Bonneval, la dame et enfants de Veyrac, de Leichoisier et de Cramaud, outre ceux des villes et bourgades de la province, d’un sénéchal de Périgueux, des marchands et bourgeois de Lyon, même des cantons des Suisses. 

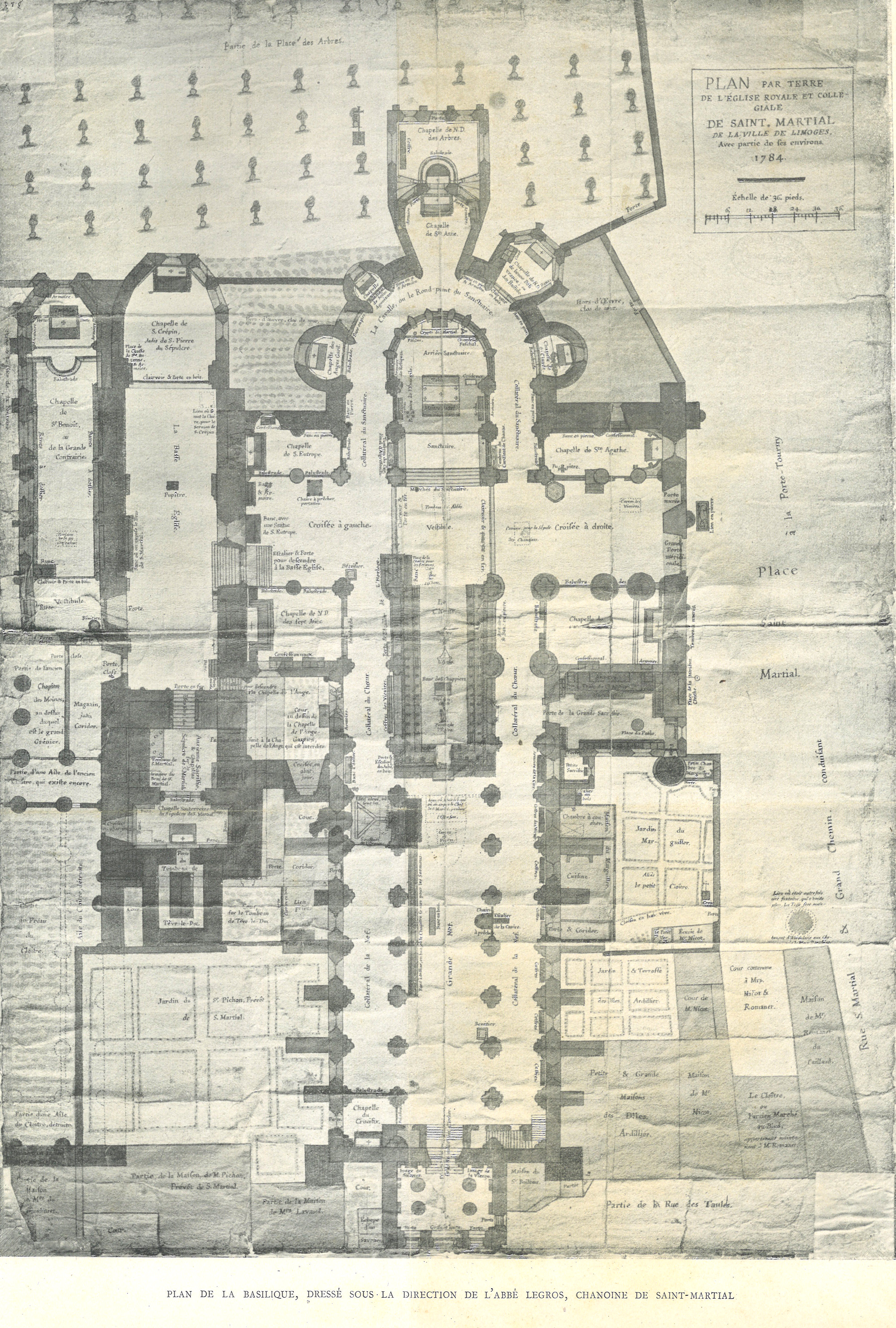
Plan de la basilique de Saint-Martial en 1784, par l'abbé Legros

Pendant tous les XVIIe et XVIIIe siècles, la confrérie tint ses réunions dans la chapelle Saint-Benoît, bâtiment du XIIIe siècle, indépendant de l’abbatiale et séparée d’elle par la vieille église Saint-Pierre-du-Sépulcre qui recelait le tombeau de l’apôtre d’Aquitaine. Sur le plan dessiné par l'abbé Legros en 1784, il est mentionné : « Chapelle de St Benoît ou de la Grande Confrairie », Les confrères eurent à cœur de la réparer et de l’entretenir et en firent « la plus élégante de toutes les constructions du monastère », « une charmante construction toute à jour, en style gothique, qui reproduisait la forme et les dimensions de la Saint-Chapelle de Paris ». Les Saint-Marceaux obtinrent en 1680 de l’abbé et du chapitre (l’abbaye était devenue collégiale) la concession d’un caveau dans cette chapelle pour y enterrer les membres qui souhaiteraient reposer auprès des restes de leur saint patron.
En 1645, une nouvelle châsse fut commandée par le chapitre de Saint-Martial avec la participation financière de la Grande Confrérie. Elle fut reçue le 20 avril 1647, et l’évêque de Limoges, François de La Fayette, y déposa les reliques de l'apôtre d'Aquitaine en présence du chapitre, des consuls et des confrères de saint Martial, au milieu d’un grand concours de peuple. Cette châsse en vermeil que l’on ouvrait au moyen de onze clefs, reconnue pour la plus belle et la plus grande pièce d’orfèvrerie de la province, allait être brisée en 1793 et remplacée par une nouvelle, refaite aux mêmes dimensions et à la ressemblance de la précédente en 1806, à l’importante différence que la nouvelle, toujours présente aujourd’hui, est en chêne couvert de cuivre et exige quatre clefs.

Une plainte nous renseigne sur une activité de la Grande Confrérie au XVIIIe siècle, citée par J. J. Juge : 
Un de ses préposés [de la grande confrérie de saint Martial] se rendait la nuit du dimanche au lundi à l’habitation de chaque confrère, agitait trois fois une clochette dont il était porteur, criait à haute voix dans la rue : 
« Réveillez-vous, gens qui dormez, 
ne dormez pas si fort 
que vous ne songiez à la mort.
Priez pour les Trépassés, que Dieu veuille leur pardonner ! », 
il annonçait ensuite l’heure qu’il était et frappait un grand coup à la porte en chantant : Sancte Martialis, ora pro nobis ! 

Une jeune veuve, étrangère, arrivée le dimanche à Limoges, fut éveillée par ces cris lamentables et, croyant qu’ils lui étaient personnellement adressés, elle en fut tellement effrayée qu’elle perdit connaissance. Sur les plaintes qu’elle en porta au magistrat, il jugea à propos de défendre cette cérémonie, quoiqu’elle subsistât peut-être depuis mille ans. 
Dans le milieu du XVIIIe siècle, la Grande Confrérie fut sur le point de disparaître à nouveau et n’est plus qu’exceptionnellement mentionnée dans les relations des messes, processions et célébrations. Le clergé tout autant que la population de Limoges s’émut d’un tel risque. Grâce au zèle de pieux confrères, la grande confrérie de saint Martial se releva en 1773.
En 1778, la confrérie du Sépulcre de qui la Grande Confrérie était sans doute issue, vint à disparaître, laissant à cette dernière la garde attitrée et exclusive de toutes les reliques de saint Martial (depuis le XIIe siècle, les restes de l'apôtre d'Aquitaine avaient été divisés pour être envoyés dans les églises qui se glorifiaient d'avoir été évangélisés par lui : Poitiers, Bordeaux, Angoulême, etc. Restaient essentiellement à Limoges les reliques qui y sont encore : le chef, dans la châsse au-dessus de l'autel de l'abbatiale et un os du bras dans un reliquaire en argent en forme de bras, déposé dans la chapelle du sépulcre) . De même disparaît, cette même année 1778, la confrérie des Bayles des Âmes du purgatoire à qui revenait jusqu’alors l’honneur d’arborer le drapeau ostensionnaire, amarante à croix blanche. Jean de Montesquiou-Poylobon, dernier abbé de Saint-Martial, après délibération du chapitre des chanoines de la collégiale, décida de conférer ce privilège à la plus ancienne confrérie encore existante, celle de saint Martial. Cela lui donna une place prépondérante aux ostensions de 1778 et de 1785.

### Révolution française
La suppression des ordres monastiques par le décret du 13 février 1790 entraîne l’abandon de l’antique basilique de Saint-Martial et, par décision du Conseil général approuvée par le district et le département, les précieuses reliques du patron tutélaire de l'Aquitaine sont transférées à l’église Saint-Michel-des-Lions. Le 14 décembre 1790, un arrêté de la municipalité est proclamé :
 Art. 1er : Seront invités à la cérémonie MM. les administrateurs du département et du district, les juges du Tribunal du district, les juges de la juridiction consulaire, la garde nationale, la maréchaussée et le régiment de Royal Navarre-cavalerie ; 
Art. 2 : Seront invités pour former la procession, l’hôpital, les pénitents, la grande confrérie de saint Martial, le séminaire, le clergé de la paroisse de Saint-Michel et tous les ecclésiastiques qui voudront bien se réunir sous la même croix. 
La grande confrérie de saint Martial participe donc à la procession solennelle de la translation des reliques le 17 décembre 1790. C’est la dernière fois qu’elle se réunit avant sa reformation en 1806. En effet, le décret 18 aout 1792 de l’Assemblée constituante mettant fin aux associations religieuses, la grande confrérie de saint Martial perd tout statut officiel.

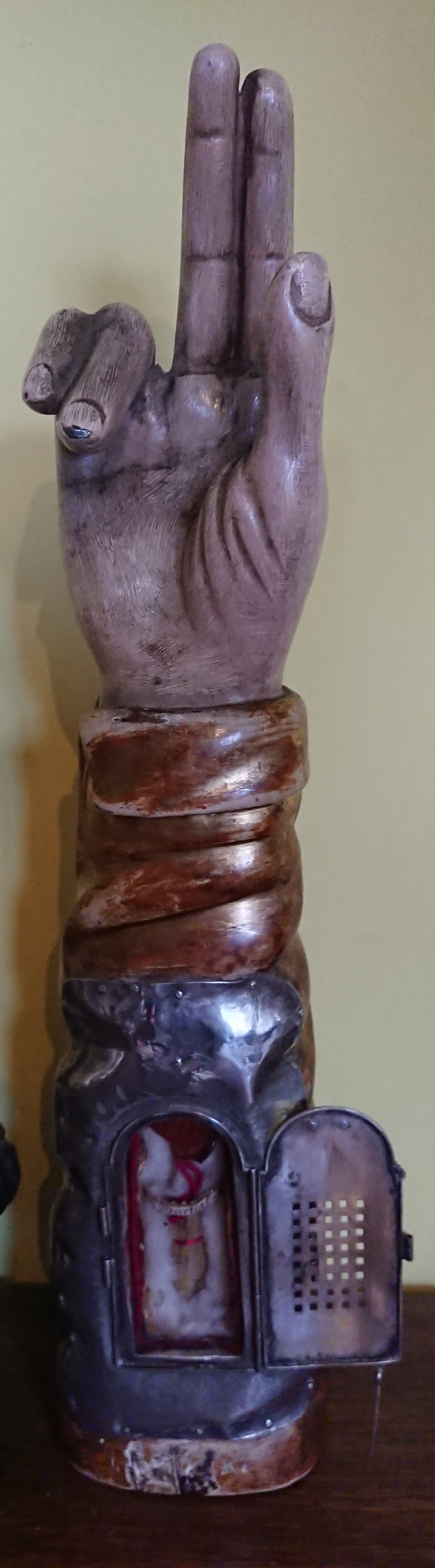
Bras reliquaire de saint Martial

Le 24 janvier 1793, les châsses et reliquaires présents à Saint-Michel-des-Lions sont brisés et les reliques dispersées. Deux officiers municipaux, Messieurs Guillaume Imbert, ancien membre de la confrérie, et Jean-Baptiste Robert, à l’insu l’un de l’autre, sauvent providentiellement chacun une partie du chef (crâne) de saint Martial, ce qui permet, lorsqu’elles sont de nouveau présentées au lendemain de la Révolution, de constater l’adéquation anatomique de la mâchoire et du reste du crâne, rendant certaine, dix ans plus tard, après une enquête scrupuleuse, l’identité du chef comme étant celui de l'apôtre d'Aquitaine.
On ignore les actions ou réunions qui ont pu ou non se faire pendant les seize ans nimbés de secret qu’a duré la Révolution.

### Époque contemporaine
Tout ce qui suit est tiré des registres des délibérations de la grande confrérie de saint Martial.
Le 7 juin 1803, l’évêque de Limoges reconnaît officiellement le précieux chef de saint Martial.
En 1806, d’anciens Saint-Marceaux rendent de nouveau officielle l’auguste confrérie de saint Martial.
Elle est donc reconstituée lors de la première assemblée générale du 9 mars 1806, uniquement composée, comme les deux suivantes, de membres déjà présents en 1790, tout en devinant la probabilité qu'ils se soient plusieurs fois réunis de fait avant cette date. La qualité de confrères préétablis de tous les membres permet d’affirmer une continuité ininterrompue depuis la création de la compagnie en 1356. Le 13 mars de la même année ont lieu les premières ostensions après la révolution. L’étendard amarante à croix blanche est hissé pour la première fois au clocher de Saint-Michel par les confrères de saint Martial à qui a été conservé ce droit exclusif.

Ce même mois, le 26, fut commandée la fabrication d’une nouvelle châsse financée par la Grande Confrérie. Celle-ci est livrée le 2 juillet 1809, ainsi qu’il appert de l’acte de remise qui la décrit ainsi : 
Une châsse de la longueur d’un mètre trois cent dix-huit millimètres sur six cent onze millimètres de large, d’un mètre trois cent millimètres de hauteur, y compris le dôme ; huit panneaux représentant les différents miracles opérés par saint Martial… ; le dedans de ladite châsse est garnie d’un damas cramoisi, ainsi que les trois coffres pour contenir le chef et autres reliques de saint Martial. La susdite châsse est en bois de chêne et couverte en cuivre doré, et au bas de laquelle se trouve cette inscription : J’appartiens à MM. Les Confrères de la Grande Frérie de Saint-Martial, an 1809. 
Elle est ouverte au moyen de quatre clefs (contrairement à l’ancienne qui en exigeait onze) détenues respectivement par l’évêque, le maire de Limoges, le curé de Saint-Michel-des-Lions et le Premier bayle de la grande confrérie de saint Martial.
Elle sera portée triomphalement à chaque solennité, fête ou danger, comme lors du grand incendie du quartier des Arènes à Limoges, le 15 août 1864.
En 1886, la Grande Confrérie, sur appel de l’évêque, Benjamin Joseph Blanger, lance la construction du monument à saint Martial, sainte Valérie et saint Loup dans le style néogothique de l’époque et qui occupe le fond de l’église Saint-Michel-des-Lions. Elle en est le principal souscripteur et c’est elle qui apporte les garanties demandées par les entrepreneurs. C’est à ce titre que, faisant suite à la loi du 9 décembre 1905 sur la séparation de l’Église et de l’État, le sous-inspecteur Roche, représentant la préfecture, venu établir l’inventaire le 17 février 1906, prend note de la revendication du monument par les confrères présents comme étant le bien propre de la Grande Confrérie au même titre que la grande châsse et la coupe reliquaire. Ce monument, ou « tombeau de saint Martial », est inauguré en 1889.
Si nous avons vu que la Grande Confrérie fut réinstituée dès 1806, si nous observons que les évêques et le clergé lui accordent une reconnaissance de fait, Firmin-Léon-Joseph Renouard, évêque de Limoges, rédige l’ordonnance épiscopale lui rendant un statut canonique « le 13 mars de l'an de grâce 1890, en la solennité de la bénédiction du drapeau de l'ostension septennale ». À la suite de quoi, la même année, le pape Léon XIII, par un bref, accorde à la Grande Confrérie les Indulgences dont elle bénéficiait antérieurement.
Le 15 novembre 1973 sont déposés en préfecture, les statuts de l’association selon la loi de 1901. Ces statuts sont remaniés et adaptés en 1989, 2000, 2003. En 2007, ils sont à nouveau revus et approuvés par l’assemblée générale extraordinaire du 8 juin.
La grande confrérie de saint Martial et ses « gardiens du sépulcre » traversent le XXe siècle à travers les péripéties communes à toute organisation humaine, avec des périodes d’assoupissement et de réveil, d’élan et d’abattement, mais elle ne cesse de poursuivre l’idéal hérité de ceux qui instituèrent les premiers statuts en 1356.
En 2020, à l’occasion de la pandémie de Coronavirus, une ostension extraordinaire fut ordonnée par l’évêque, Pierre-Antoine Bozo. À cette occasion, Émile Roger Lombertie, maire de Limoges, l’évêque, le curé de Saint-Michel et le Premier bayle de grande confrérie de saint Martial se réunirent, munis de leurs clefs respectives autour de la grande châsse et sortirent solennellement la coupe reliquaire contenant le précieux chef de saint Martial vénéré par les Limousins depuis tant de siècles. Il fut confié par la Grande Confrérie à son pasteur, héritier de l’apôtre d’Aquitaine, Pierre-Antoine Bozo qui, chaque soir, l'a élevée pour bénir Limoges, le Limousin et l’Aquitaine.

## Hiérarchie et organisation
La Grande Confrérie est placée sous l’autorité de l’évêque de Limoges, successeur de saint Martial, à qui elle fait serment d’obédience tous les ans à l’occasion des petites ostensions, traditionnellement organisées le dimanche de Quasimodo, premier dimanche après Pâques.
Si elle était autrefois conduite par un conseil accompagné par deux bayles, les rôles se sont inversés et elle est aujourd’hui dirigée par deux bayles au sein d’un conseil composé d’un trésorier, d’un chancelier-secrétaire, d’un responsable du matériel et d’un archiviste (parfois appelés « officiers ») et de six conseillers, le tout formant le bureau.
À la fin de chaque mandat, le bureau sortant en propose un nouveau à l’acceptation de l’assemblée générale des confrères comme cela se faisait déjà au XVIIe siècle.

## Actions
Dans l'esprit de son histoire, aux termes de ses statuts et à la suite des responsabilités qui lui sont échues par héritage en raison de la disparition d'autres compagnies, la Grande Confrérie agit dans différents domaines :
- garde et préservation des reliques de saint Martial et entretien de sa grande châsse et des objets utiles à son culte ;
- prière pour le Limousin et sa population au cours de la messe mensuelle à Saint-Michel-des-Lions ;
- prière hebdomadaire pour le Limousin et sa population devant la grande châsse de saint Martial tous les mercredis à 19 h 15 ;
- organisation et participation à la solennité de saint Martial ;
- participation aux petites ostensions le dimanche de Quasimodo ;
- procession au Montjovis en l'honneur de saint Martial dans son miracle des Ardents ;
- Entretien du mémorial du Montjovis ;
- organisation des grandes ostensions de Limoges ;
- participation aux autres ostensions limousines et fêtes des autres confréries ;
- participation à la fédération des ostensions limousines ;
- Œuvres charitables et soutien à d'autres associations.

## Membres
Si, à l’époque médiévale, la Grande Confrérie ne réunissait que des hommes, elle s’élargit à l’époque moderne aux deux sexes, de toutes les conditions sociales, avant que les statuts de 1624 la rendissent exclusivement masculine.
La confrérie compta jusqu’à six cents membres (nombre énoncé dans l’ordonnance épiscopale du 29 mars 1624). La plupart étaient limousins, mais des bourgeois de Lyon et même des États confédérés helvétiques y étaient reçus. Il s’agit ici des membres « titulaires », mais s’y rattachaient « les confrères en un second degré », des membres associés qui semblent n’avoir fait l’objet d’aucune formalité d’admission. Toute personne, quel que soit son sexe, son âge ou son lieu d’habitation pouvait rejoindre « cette phalange des dévots de saint Martial » selon la formule de Louis Guibert. Ils étaient considérés comme faisant partie de la Grande Confrérie, sans être astreints aux obligations, mais sans bénéficier des avantages autres que les grâces de la prière.
Ces mêmes statuts de 1624 réduisent le nombre des membres réels à soixante-douze, règle toujours en vigueur, en référence au nombre de disciples du Christ selon la tradition (chaque apôtre ayant chacun six disciples) qui doivent tous être habitants de « la ville, Cité, ou faulxbourgs de Limoges ». Cette exclusivité fut levée dans la deuxième moitié du XXe siècle, à la condition que les confrères éloignés conservent la possibilité de venir régulièrement à Limoges pour remplir leurs devoirs auprès des précieuses reliques. Les membres associés n’étaient pas concernés par les limitations énoncés dans les statuts.
Les Saint-Marceaux s’engagent à la prière à leur saint patron, à participer autant que faire se peut aux messes mensuelles de la compagnie, à la procession en souvenir du mal des Ardents le 12 novembre, aux petites ostensions annuelles le jour de la Quasimodo, aux grandes ostensions septennales, à la solennité de saint Martial le 30 juin, aux messes de funérailles des confrères défunts et à celles pour les morts de la Grande Confrérie le 2 novembre.
De 1806 à 2025, la grande confrérie de saint Martial a compté dans ses rangs, toutes générations confondues, 637 confrères.

### Impétrants
Le nouveau membre, homme de confession catholique, est reçu par cooptation et présenté par deux parrains au conseil devant qui il expose ses motivations. Le conseil statue sur la présentation de la candidature à l’assemblée générale des Saint-Marceaux.

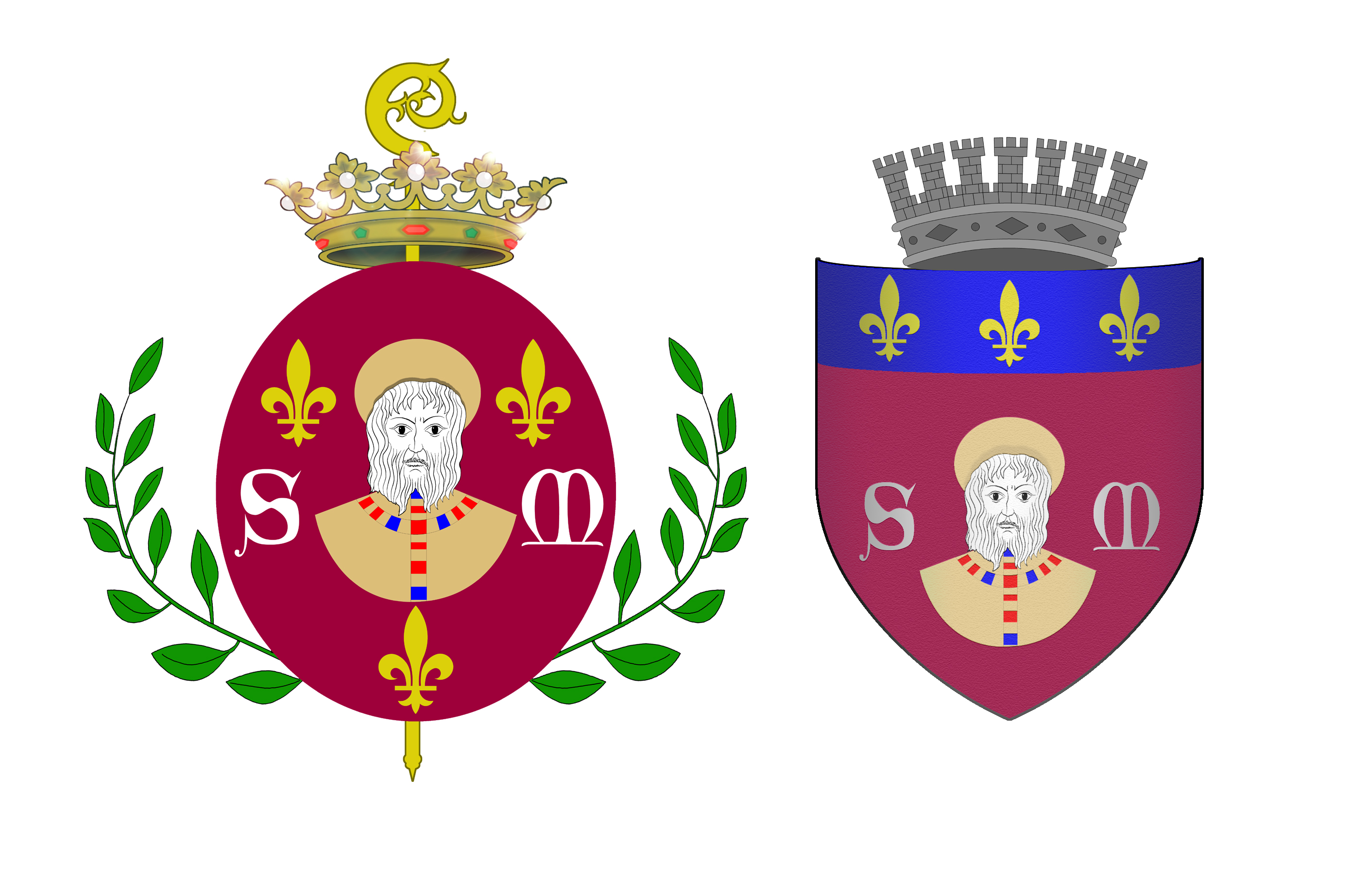
Blasons de la grande confrérie de saint Martial

Aux termes des statuts de 1356, à la mort d’un confrère, s’il a des fils, l’association doit les exhorter à prendre la place de leur père s’ils en témoignent le désir. Sans figurer dans les statuts de nos jours, cette tradition s’est perpétuée jusqu’à nous. 

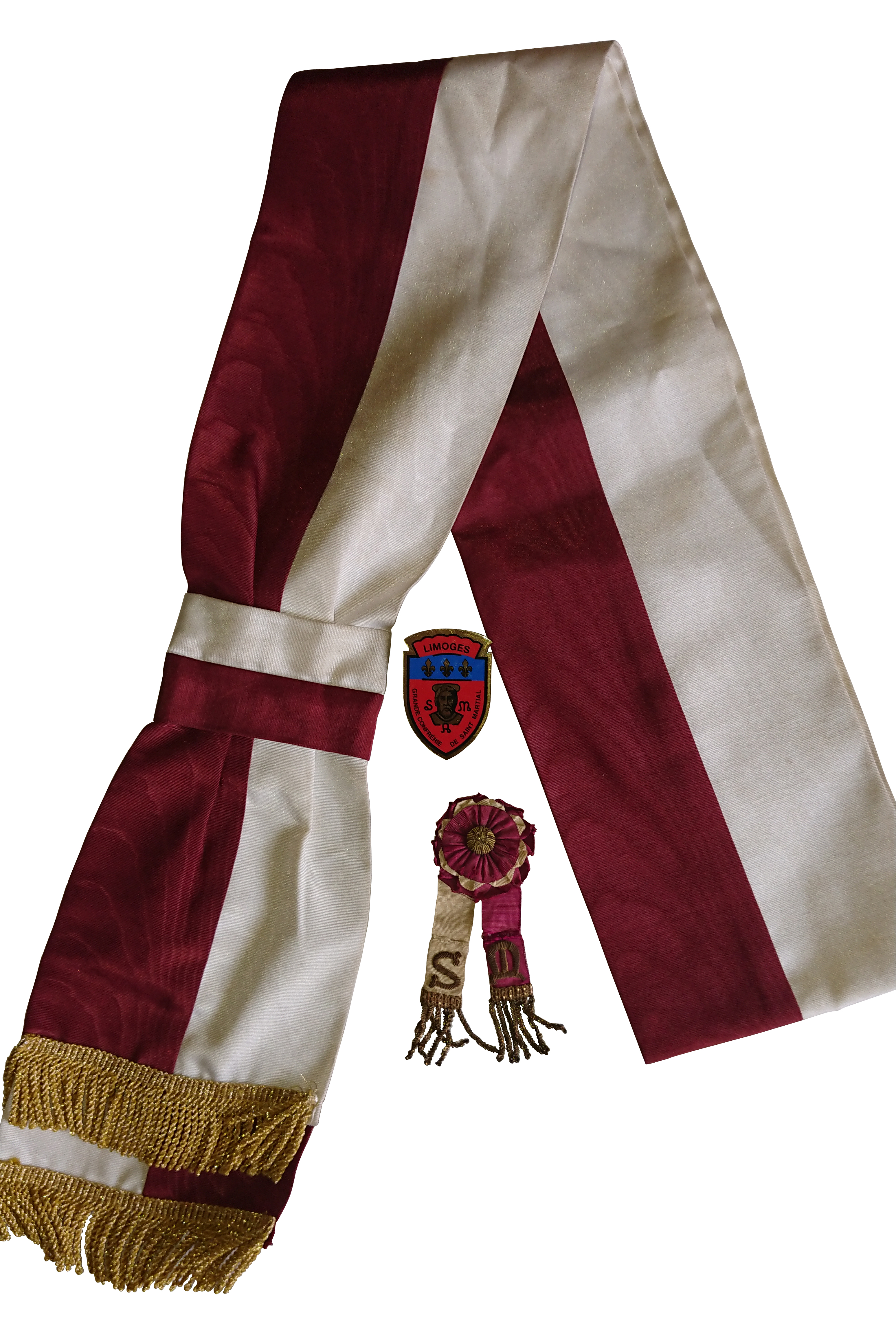
Écharpe et insignes de la grande confrérie de saint Martial

En cas d’acceptation du conseil, la candidature est présentée à l’assemblée générale et fait l’objet d’un vote de principe à main levée. Elle est confirmée par un vote à bulletin secret lors de l’assemblée générale suivante.
L’intronisation se fait habituellement au cours de la solennité de saint Martial, le dimanche le plus proche du 30 juin, par la remise de l’écharpe et de l’insigne.

## Insignes
La Grande Confrérie use de deux blasons : en son sein, celui de l’ancien chapitre de Saint-Martial, de gueules au buste de saint Martial au naturel habillé et mitré d’or, accosté des lettres gothique S et M et accompagné de trois fleurs de lys d’or ; à l’extérieur celui de l’ancien consulat dont a hérité la municipalité, de gueules au buste de saint Martial au naturel habillé et auréolé d’or, accosté des lettres gothique S et M ; au chef d’azur chargé de trois fleurs de lys d’or.
Les couleurs de la Grande Confrérie sont amarante (l’éternité) et blanc (la pureté).

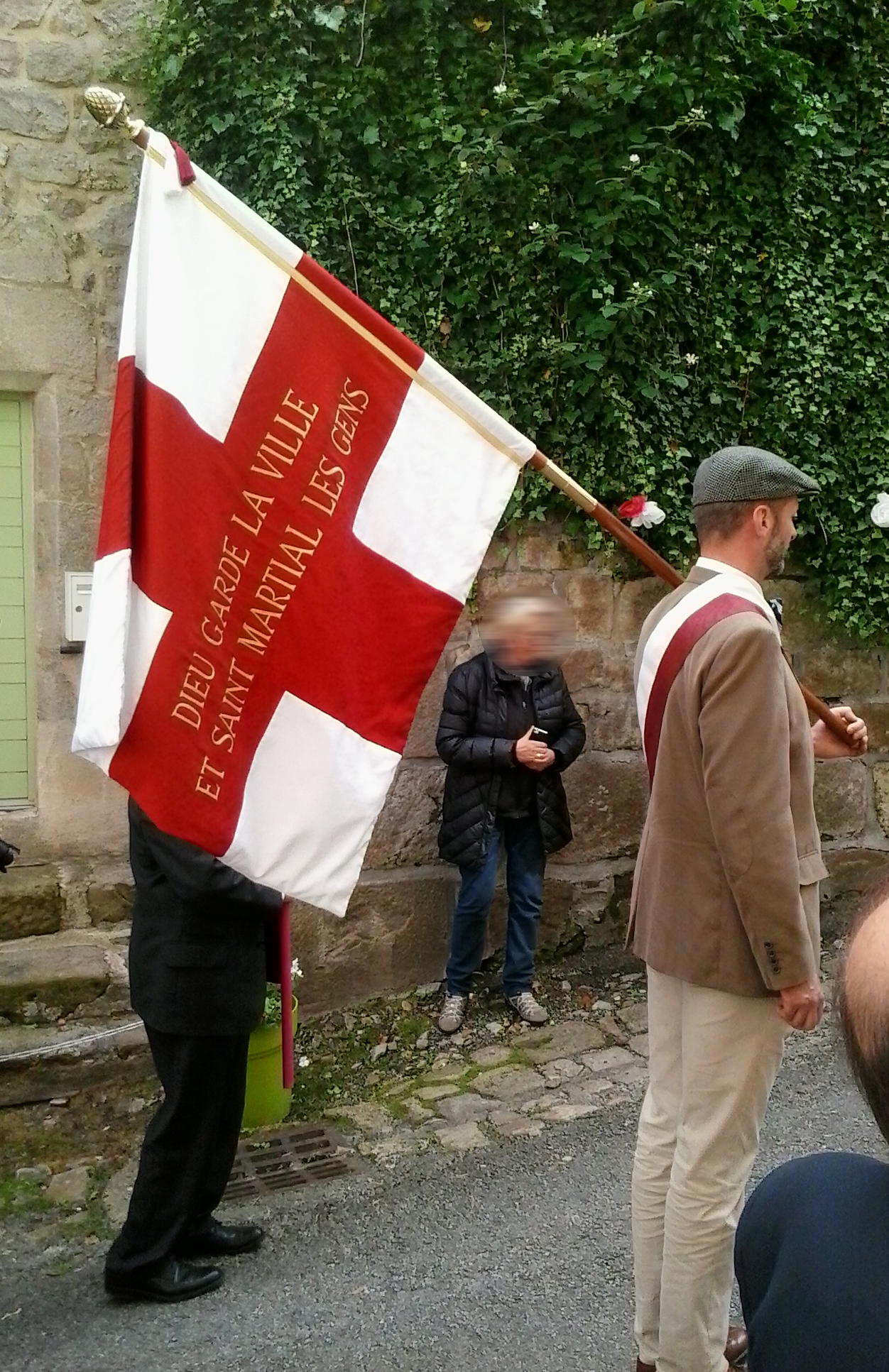
Drapeau de la grande confrérie de saint Martial

L’insigne se porte à gauche sur la poitrine et peut être, sans distinction, la cocarde aux couleurs de la compagnie à deux pendants frangés d’or où apparaissent les lettres S et M, ou un écusson émaillé représentant le buste de saint Martial entouré des lettres gothiques S et M. Les premier et second bayles portent autour du cou une croix marquée des armes de la confrérie qui sont celles, anciennement du consulat, aujourd’hui de Limoges. S’ils portent la cocarde, celle-là est ornée sur les pendants de motifs de lauriers et de chêne d’or pour le Premier bayle, d’agent pour le Second bayle.
L’écharpe amarante et blanche, frangée d’or de la confrérie est passée en sautoir sur l’épaule droite.
Dans les processions, sont portés des cierges chargés de panonceaux d’argent aux armes de la confrérie datant des XVIIe, XVIIIe et XIXe siècles.
Pour les solennités et les funérailles des confrères est arboré le drapeau amarante à croix blanche, portant la devise de Limoges en français d’un côté : « Dieu sauve la ville et saint Martial les gens », en limousin de l’autre côté : « Dieus gart la vila et sent Marsals la gent ».